# Sierra de Caldeirão
La sierra de Caldeirão  (en portugués Serra do Caldeirão) es un macizo montañoso al sur de Portugal. Marca la frontera entre el Litoral y el Barrocal del Algarve y las peneplanícies del Bajo Alentejo y consiste en grava de esquisto, roca que origina suelos finos y poco fértiles. Su punto más alto está situado en el Algarve (Pelados 589 m - Caballos Cavaldeirão - Loulé), siendo Mú (São Barnabé - Almodôvar) el 2º punto más alto con 577 m. En los municipios de Tavira (Alcaria do Cume 535 m), São Brás de Alportel (Menta 515 m; Quatrelas 521 m; Águia 529 m) y Loulé tiene varios puntos donde supera los 500 m.
A pesar de su modesta altitud, forma un paisaje muy peculiar, donde las elevaciones redondeadas, las colinas, están cortadas por una densa red hidrográfica, compuesta en su mayoría por cursos de agua temporales. El relieve es por esta razón bastante accidentado en varios puntos.
La sierra de Caldeirão tiene una considerable influencia climática. Constituye una barrera física al paso de los vientos fríos del cuadrante norte y a las depresiones del noroeste, contribuyendo a la existencia de un clima mediterráneo en la costa algarviana, con bajas precipitaciones anuales y temperaturas suaves en invierno. Por otro lado, también es una barrera de condensación para los vientos húmedos del cuadrante sur.
La precipitación media anual varía: en las zonas más altas del municipio de Loulé es superior a 800 mm por año, pero a medida que nos acercamos a la frontera con España, al este (valle del Guadiana), desciende a menos de 500 mm por año en las regiones nororientales del Algarve.

## Vegetación

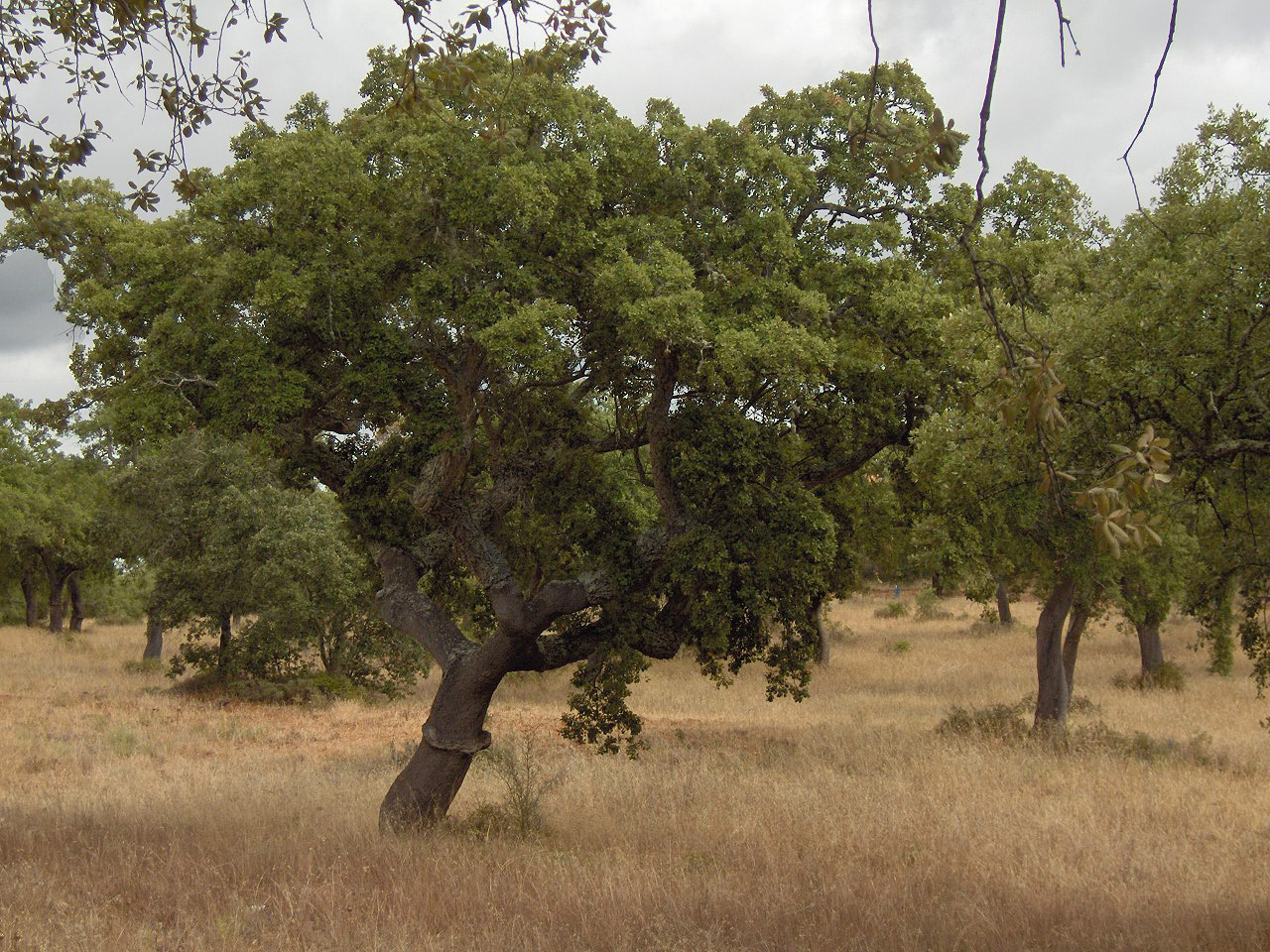
Alcornoque (Quercus suber)

La vegetación natural de la sierra de Caldeirão está influenciada por las variaciones climáticas. En las zonas más occidentales de la montaña, predomina el alcornoque (Quercus suber), asociado al roble (Quercus faginea) y al madroño (Arbutus unedo). En las laderas cercanas al valle del Guadiana predomina la encina (Quercus rotundifolia Lam.), asociada al alcornoque (que en estas regiones aparece en las laderas umbrias cercanas a los barrancos o líneas de agua), el lentisco (Pistacia lentiscus) y la palmera enana (Chamaerops humilis)..
A lo largo de los siglos, el hombre ha alterado este paisaje, destruyendo los bosques naturales para crear tierras agrícolas y pastos para el ganado, lo que ha dado como resultado el paisaje actual, casi sin vegetación, donde predominan los cistus (arbustos del género Cistus), adaptados a los suelos bastante destruidos por la erosión. La principal causa de erosión fueron, en la primera mitad del siglo XX, las siembras de trigo y, con carácter recurrente, los incendios: la destrucción de la vegetación natural somete a los suelos a lluvias torrenciales, que los arrastran, dejando expuesta solo la roca desnuda; este proceso se acelera por la pendiente típica de los suelos de montaña, por lo que la desertificación natural es muy preocupante, sobre todo en las laderas más orientales.
Los principales cursos de agua están flanqueados por galerías ribereñas, en las que predomina el fresno (Fraxinus excelsior), asociado a otras especies menos frecuentes como el aliso (Alnus glutinosa). En los cursos de agua más pequeños predomina la adelfa.

## Fauna

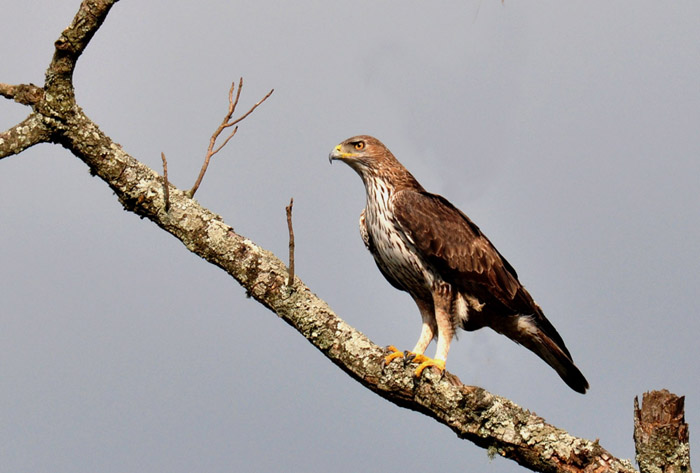
Águila perdicera (Hieraaetus fasciatus)

Las especies más notables de la fauna tradicional son las siguientes:

### Mamíferos
- Nutria (Lutra lutra)
- Lobo ibérico (Canis lupus signatus)
- Lince ibérico (Lynx pardina)
- Venado (Cervus elaphus)
- Jabalí (Sus scrofa)
- Conejo (Orictolagus cuniculus)
- Liebre (Lepus capensis)
- Gineta (Genetta genetta);

### Aves
- Águila perdicera(Hieraaetus fasciatus)
- Águila imperial ibérica (Aquila heliaca adalberti)
- Cigüeña negra (Ciconia nigra)
- Avutarda (Otis tarda)
- Búho real (Bubo bubo);

### Batráquios
- Sapo partero ibérico (Alytes cisternasii);

### Peces
- Saramugo (Anaecypris-hispanica).

El lobo ibérico desapareció a mediados del siglo XX, así como el águila imperial ibérica. El linceibérico se piensa que desapareció a finales del siglo pasado. En cuanto a la cigüeña negra, nidificaba en las fragas de la Foupana y del Vasco, pero actualmente ya no lo hace. La avutarda aparecía en las estepas de la meseta nordeste, y el águila perdicera anida actualmente en algunas partes de la montaña, como en el norte de São Brás de Alportel, cerca de Ribeira de Odeleite.

## Acción humana

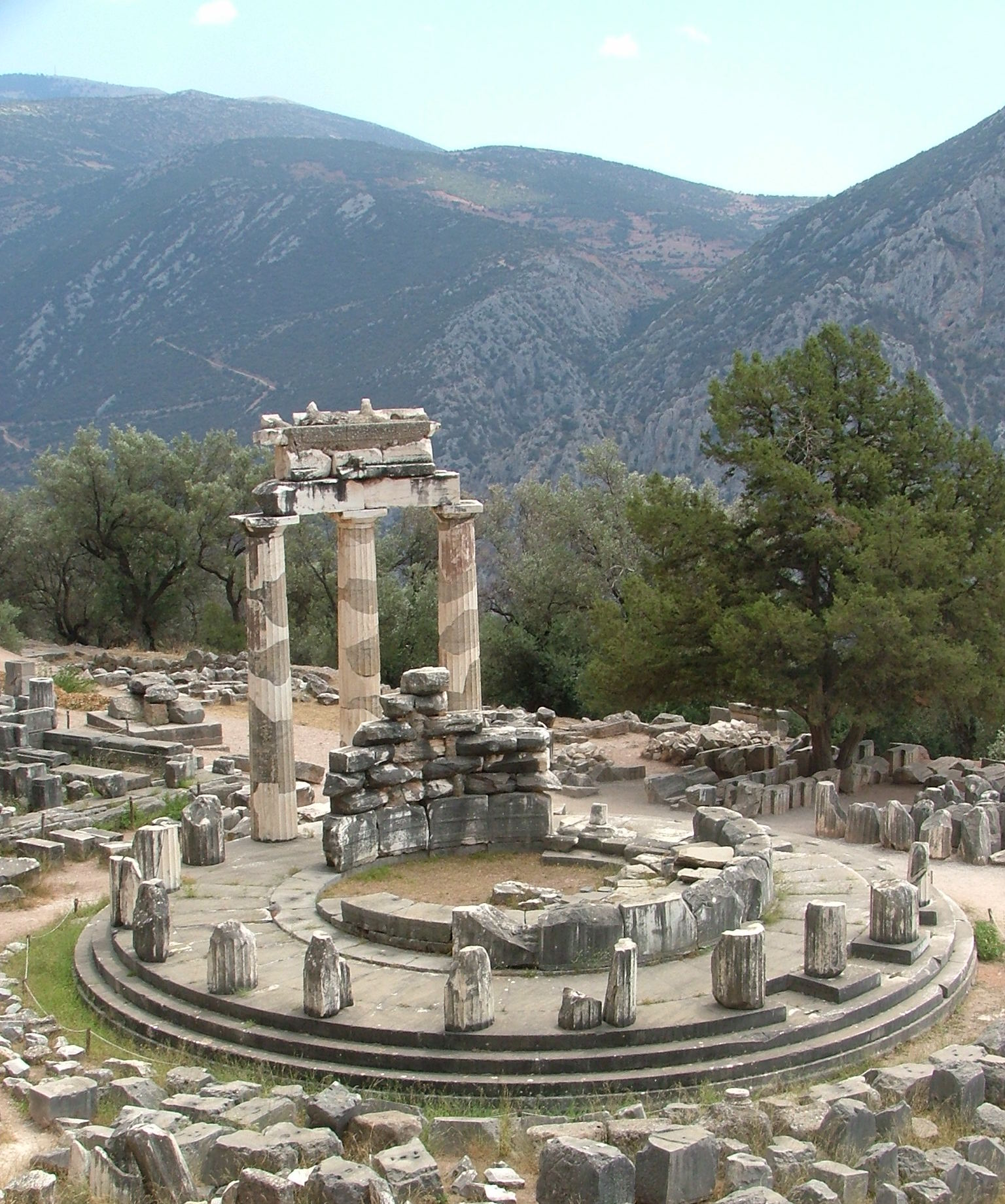
Tholos (imagen de muestra)

Los cultivos agrícolas predominantes en la sierra de Caldeirão son los de secano - almendros, algarrobos y olivos - y los árboles frutales como los naranjos y nísperos se cultivan cerca de los valles de algunos cursos de agua. También se cultivan lupinos, garbanzos, trigo, avena, cebada y centeno.
El ganado predominante es el caprino. Según antiguos registros, la raza de vaca argelina fue en algún momento vez común en la región, pero ahora está prácticamente extinguida.
El asentamiento se remonta al período Neolítico, como lo demuestra la gran cantidad de restos prehistóricos. Hay varios tholos y restos de asentamientos, como Anta da Mealha, cerca de Cachopo (municipio de Tavira) o el castillo de Santa Justa (municipio de Alcoutín).
Hubo una intensa explotación minera en esta sierra desde el Neolítico, existiendo vestigios de minas en buen estado en el municipio de Alcoutín.
Los árabes tuvieron una gran influencia en la sierra de Caldeirão. Introdujeron los almendros y los naranjos y están en el origen del actual tipo de asentamiento, formado por pequeñas aldeas dispersas - las colinas - con curiosas toponimias, generalmente basadas en las características físicas locales: Alcaria, Azinhal, Cabeça Gorda, Cumeada, Barranco do Velho, Ameixial. El recuerdo de la presencia árabe permanece aún en el plano arquitectónico, con ejemplos como el antiguo castillo de Alcoutín o el asentamiento del Cerro das Relíquias, y en el plano cultural (regionalismos, cuentos y leyendas de moros y moros encantados).
La población de la sierra de Caldeirão ha vivido aislada durante siglos. Rara vez se dirigían a la costa, y aún hoy los serrenhos (nombre con el que se trata a los habitantes de las sierras del Algarve) llaman al "Algarve" las tierras bajas de la costa del Algarve y el Barrocal. Durante siglos, las noticias del extranjero fueron traídas por los almocreves, junto con productos de la costa, como el pescado y la sal. Todavía hoy hay muchas marcas de la antigua forma de vida, como molinos de agua, presas, molinos de viento u hornos. Las casas típicas de la Serra do Caldeirão están hechas de piedra y encaladas, con un techo de caña, generalmente de una sola agua. Las diversas funciones se dividen a menudo en edificios separados, a menudo con una sola puerta en cada una.